# Адхезин
Адхезини су врста фактора вируленције и компоненте ћелијске површине или додаци бактерија који олакшавају њихову адхезију или приањање на друге ћелије или на површине, обично у домаћину којег инфицирају или у коме живе.  
Адхеренција је један од корак у бактеријској патогенези или инфекцији, неопходан за колонизацију новог домаћина.

## Основне информације
Већина бактерија експримира или лучи адхезине на својој површини, који ступају у интеракцију са биотичким или абиотичким површинама како би посредовали адхезију и олакшали њихов опстанак у сложеним срединама. Адхезија није само предуслов за колонизацију већ и услов за ослобађање токсина и фактора вируленције који помажу у успостављању инфекције у телу домаћина.
Према томе адхезија бактерија на ћелије домаћина је кључни корак за успех инфекције. Адхезија настаје када се адхезивни молекули изражени на површини бактерије везују за рецепторе на површини домаћина. Према томе адхезини су компоненте микроба које им омогућавају да се вежу за ткива домаћина. Пошто је широко прихваћено да је везаност неопходна да би већина микроба изазвала  инфицекцију и расла у домаћину, адхезини се сматрају факторима вируленције.

### Пимери неких од молекула адхезина
Адхезини су хемијски различити молекули који укључују протеине, полисахариде и компоненте ћелијског зида бактерија. Тако на пример: 
Entoamoebae histolytica показује склоност везивања за ћелије дебелог црева посреством Gal/GalNAc лектина. 
Неки микроорганизми попут Streptococcus pyogenes имају вишеструке адхезина, укључујући липотеихоичне киселине и М протеин. 
Flagellae су адхезини за неколико бактеријских сојева, укључујући Aeromonas spp. и E. coli.
Микробне површине за препознавање компоненте су молекули адхезивне матрице и разноврсна породица протеина који посредују везивање за површине домаћина. Бактеријски адхезини се крећу од појединачних мономерних протеина до мултимерних комплекса који могу функционисати заједно да би постигли мултивалентну интеракцију између патогена и домаћина.

### Избегавање имуног одговора домаћина
Иако бактеријска адхезија може бити корисна за преживљавање бактерија она такође може изазвати имуни систем, који помаже у уклањању бактерија. Да би избегле имуни одговор домаћина, многе патогене бактерије изражавају своје адхезине на полимерним структурама које се протежу са површине ћелије или луче молекуле адхезина да иницирају интеракције са ћелијама домаћина или повезаним макромолекулима са одређене удаљености. Штавише, излучени адхезини такође могу да комуницирају са растворљивим молекулима домаћина, као што су компоненте серума. Након адхезије, и бактеријски и сигнални путеви домаћина могу се покренути, омогућавајући ширење бактерија и избегавање имунолошких одговора домаћина.  

## Антиадхезивна терапија
Адхезија и бактеријски адхезини су такође битни за медицину јер су потенцијална „мета” било за профилаксу или за лечење бактеријских инфекција. У том смислу адхезини су атрактивни кандидати за израду вакцина јер су неопходни за борбу против инфекцијуе јер се налазе сна површини ћелије што их чини веома доступним за вакцинална антитела.
У том циљу све више се  разматрају ефекти интеракција адхезин-домаћин на сигнализацију ћелије домаћина како би боље разумели механизам бактеријске адхезије, што може довести до нових антиадхезионих терапија за широк спектар бактеријских инфекција.